# Кванза
Кванза (Cuanza, Kwanza, Kuanza, Quanza чи Coanza) —  річка в Анголі. Впадає в Атлантичний океан південніше столиці країни, Луанди.
На честь річки названо національну валюту Анголи — кванзу.

## Каскад ГЕС
На річці побудовано ГЕС Капанда, ГЕС Lauca, ГЕС Камбамбе.

## Притоки
- Кутато
- Лукала